# Theodor Benfey
Theodor Benfey (Nörten, 28 gennaio 1809 – Gottinga, 26 giugno 1881) è stato un filologo e orientalista tedesco.

## Biografia
Anche se in origine destinato alla professione medica, la passione di Benfey per la filologia nacque in giovane età dall'insegnamento dell'ebraico impartitogli dal padre, un commerciante di religione israelita. Dopo aver completato brillantemente gli studi universitari a Gottinga, trascorse un anno a Monaco, dove ebbe occasione di seguire le lezioni di Schelling e Thierschfu i quali ebbero molta influenza su di lui; si stabilì in seguito a Francoforte sul Meno e ad Heidelberg dove si impegnò nella carriera universitaria e nell'insegnamento. Nel 1834 divenne Privatdozent (libero docente) all'Università di Gottinga per l'insegnamento di Sanscrito e grammatica comparata.
In un primo momento gli interessi di Benfey furono rivolti soprattutto alle lingue classiche e alla filologia semitica. La capacità di imparare rapidamente nuove lingue era notevole. Per esempio, si interessò inizialmente al sanscrito per caso, dopo aver scommesso con un amico che, se avesse studiato il sanscrito per un paio di settimane, sarebbe stato poi in grado di comprendere un libro scritto in quella lingua. Compì un'impresa analoga qualche anno dopo, quando si mise a studiare il russo al fine di tradurre un lavoro di Vasily Pavlovich Vasil'ev sul Buddismo. L'elenco dei suoi lavori è molto numeroso. Inizialmente scrisse un saggio sui nomi dei mesi in ebraico, dimostrando che erano derivati dalla lingua persiana; preparò anche una lunga voce sull'India per l'enciclopedia tedesca "Allgemeine Encyclopädie der Wissenschaften und Künste" e pubblicò il "Griechisches Wurzellexikon" (lessico delle radici greche) che gli valse il Prix Volney conferito dall'Académie des inscriptions et belles-lettres francese nel 1839.
Nel 1846 si convertì al cristianesimo (protestantesimo) assieme alla sua moglie e ai quattro figl. Nel 1848 venne nominato professore straordinario. Considerato uno dei più grandi studiosi europei della letteratura sanscrita, Benfey recò un contributo determinante alla conoscenza del sanscrito nel mondo occidentale. Pubblicò dapprima il testo critico del Sāmaveda, corredata di commento, di un glossario e della traduzione tedesca (1848). Nel 1859 pubblicò il suo lavoro più importante: uno studio sul Pañcatantra nel quale delineò la genesi della famosa raccolta indiana e le vicende della sua diffusione nella letteratura orientale e in quella europea; nell'occasione Benfey ipotizzò che le favole siano nate in India, non come miti, ma come racconti didascalici buddisti, e che siano giunte in Europa principalmente attraverso testi letterari.
Dopo la sua nomina a professore ordinario a Gottinga nel 1862, fondò la rivista "Orient und Occident" e nel 1866 pubblicò il grande dizionario sanscrito-tedesco e la monumentale storia della linguistica e della filologia orientale in Germania (Geschichte der Sprachwissenschaft und orientalischen Philologie vorzugsweise in Deutschland).

## Opere (selezione)
- Griechisches Wurzellexikon (Berlin, 1839-42)
- Über das Verhältnis der ägyptischen Sprache zum semitischen Sprachstamm (Leipzig, 1844)
- Die persischen Keilinschriften mit Übersetzung und Glossar (Leipzig, 1847)
- Die Hymnen des Sâma Veda (Leipzig, 1848)
- Handbuch der Sanskritsprache (Leipzig, 1852-54)
- Pantschatantra. Fünf Bücher indischer Fabeln, Märchen und Erzählungen (Leipzig, 1859)
- Geschichte der Sprachwissenschaft und orientalischen Philologie vorzugsweise in Deutschland seit dem Anfange des XIX. Jahrhunderts mit einem Rückblick auf die früheren Zeiten (München, 1869)